# IIFA Award/Beste Choreografie
Die Gewinner des IIFA Best Choreography Award waren:
| Jahr | Gewinner          | Film                   | Deutscher Titel                                    | Song              |
| ---- | ----------------- | ---------------------- | -------------------------------------------------- | ----------------- |
| 2000 | Saroj Khan        | Hum Dil De Chuke Sanam | Ich gab Dir mein Herz, Geliebter                   | Nimbooda Nimbooda |
| 2001 | Farah Khan        | Kaho Naa... Pyaar Hai  | Kaho Naa ... Pyaar Hai – Liebe aus heiterem Himmel | Ek Pal Ka Jeena   |
| 2002 | Farah Khan        | Dil Chahta Hai         | Dil Chahta Hai                                     | —                 |
| 2003 | Saroj Khan        | Devdas                 | Devdas – Flamme unserer Liebe                      | Dola Re Dola      |
| 2004 | Farah Khan        | Kal Ho Naa Ho          | Lebe und denke nicht an morgen                     | Maahi Ve          |
| 2005 | Farah Khan        | Mujhse Shaadi Karogi   | Zwei Herzen für Rani                               | —                 |
| 2006 | Vaibhavi Merchant | Bunty Aur Babli        | Bunty und Babli                                    | Kajra Re          |
| 2007 | Ganesh Acharya    | Omkara                 | Omkara – Im Rausch der Eifersucht                  | Beedi Jalaile     |
| 2008 |                   |                        |                                                    |                   |
| 2009 |                   |                        |                                                    |                   |
| 2010 |                   |                        |                                                    |                   |
| 2011 |                   |                        |                                                    |                   |
| 2012 |                   |                        |                                                    |                   |
| 2013 |                   |                        |                                                    |                   |
| 2014 |                   |                        |                                                    |                   |
| 2015 |                   |                        |                                                    |                   |
| 2016 | Remo D’Souza      | Bajirao Mastani        | Bajirao & Mastani – Eine unsterbliche Liebe        | —                 |